# Darling (Kylie Minogue)
Darling è un EP promozionale della cantante australiana Kylie Minogue, pubblicato nel 2007.

## Tracce
1. I Believe in You (live) – 3:24
2. In Your Eyes (live) – 3:08
3. Slow (live) – 3:20
4. Loving Days – 4:24
5. Burning Up – 3:59